# María Augusta Calle
María Augusta Calle Andrade (n. Quito) es una periodista y política de Ecuador. Ha sido legisladora en representación de la Provincia de Pichincha por el movimiento Alianza PAIS en varias ocasiones, así mismo fue la jefa de operaciones en Ecuador de la cadena televisiva TeleSUR.

## Biografía
De familia cuencana, realizó sus estudios secundarios en el colegio La Inmaculada y siguió la carrera de Comunicación Social en la Universidad Central del Ecuador. Estudió además sociología en las universidades Católica y Central. Ejerció la profesión de periodista por más de 30 años.
Luego de dar un discurso en el Palacio de Carondelet a favor de la creación de la Asamblea Constituyente propuesta por el gobierno central, captó la atención del presidente Rafael Correa, ingresando seguidamente al movimiento Alianza PAIS como candidata a asambleísta. Al quedar instalada la Asamblea Constituyente de 2007, fue nombrada presidenta de la mesa de Soberanía e integración latinoamericana.
Poco tiempo después de finalizada la Operación Fénix en 2008, fue acusada por medios de comunicación de varios países de supuestamente haber prestado ayuda al fallecido líder guerrillero de las FARC, Raúl Reyes. La asambleísta aseveró que las acusaciones se trataban de una persecución iniciada en su contra por haber presidido en la Asamblea la mesa que escribió el artículo que exigía la salida de tropas estadounidenses de la Base Militar de Manta, asegurando además haber recibido amenazas directas por parte de militares infiltrados en las Fuerzas Armadas de Ecuador.
En las elecciones legislativas de 2009, fue elegida asambleísta por la provincia de Pichincha. Cuatro años más tarde, durante las elecciones legislativas de 2013, fue reelegida a su cargo. Durante los primeros meses de este período provocó controversia en los medios locales por proponer que la pena del delito de linchamiento mediático sea de hasta tres años de cárcel, esto en medio del debate sobre el nuevo Código Penal discutido en la Asamblea ecuatoriana en ese entonces. El presidente Correa se mostró a favor de la criminalización de la figura del linchamiento mediático y señaló la acusación recibida por María Augusta Calle en 2008 sobre las FARC como ejemplo de este tipo de delito.
En abril de 2014 fue nombrada embajadora de Ecuador en Venezuela por el presidente Rafael Correa. No obstante, Calle no asumió el puesto, por lo que el decreto emitido por el presidente en que era nombrada para el cargo fue derogado en diciembre del mismo año, nombrándose en su lugar a Rafael Quintero como embajador.
A mediados de 2017 fue nombrada embajadora de Ecuador en Cuba por el presidente Lenín Moreno, convirtiéndose en la primera mujer en ocupar dicho cargo. Ocupó el puesto hasta junio de 2019.